# Armand Point
Armand Point (Algeri, 1860 – Napoli, 1932) è stato un pittore francese simbolista.

## Biografia
Sedotto dall'Africa del Nord, Point cominciò a dipingere tele orientaliste e soggetti di genere, di fattura alquanto realista. Tuttavia la sua ispirazione andò lentamente evolvendo verso forme di idealismo pittorico. Joséphin Péladan lo invitò allora al Salon della Rosacroce estetica.
Nel marzo del 1893 Point, assieme alla sua compagna Hélène Linder, fece un viaggio in Italia che ebbe grande influenza su di lui. Point si abbeverava alle opere degli artisti del pre-Rinascimento e vagheggiava ormai un'arte che si ispirasse e traesse spunti dalla tradizione.
Con queste premesse istituì una comunità di artisti a Marlotte, nella foresta di Fontainebleau, il cui spirito si inseriva nella linea del movimento Arts & Crafts. In essa si mescolavano pittori, scultori, doratori, smaltatori e orafi che creavano, con antiche tecniche, arazzi, gioielli e oggetti preziosi. Questo cenacolo, battezzato Haute-Claire, divenne un centro del simbolismo e fu visitato da personaggi come Odilon Redon, Oscar Wilde, Stéphane Mallarmé, Stuart Merrill, in una atmosfera intellettuale e di studio che Paul Fort definì nelle sue memorie come una "corte d'amore".
Poco considerato dai critici, giudicato un passatista e accusato di pastiche, Point provava per il Medio Evo e il Rinascimento la stessa ammirazione di Edward Burne-Jones e dei Preraffaelliti. Per lui il modo di lottare per l'ideale passava per il recupero, se non la restaurazione, dei valori ancestrali.

## Alcune opere esposte
- Museo d'Orsay, Parigi.
  - Cofanetto con serpenti, 1897-1899.
  - Cofanetto di Ofelia, 1902-1903.
- Musée des Augustins, Toulouse.
  - La promenade du jeudi dans les champs, 1888.

## Galleria d'immagini

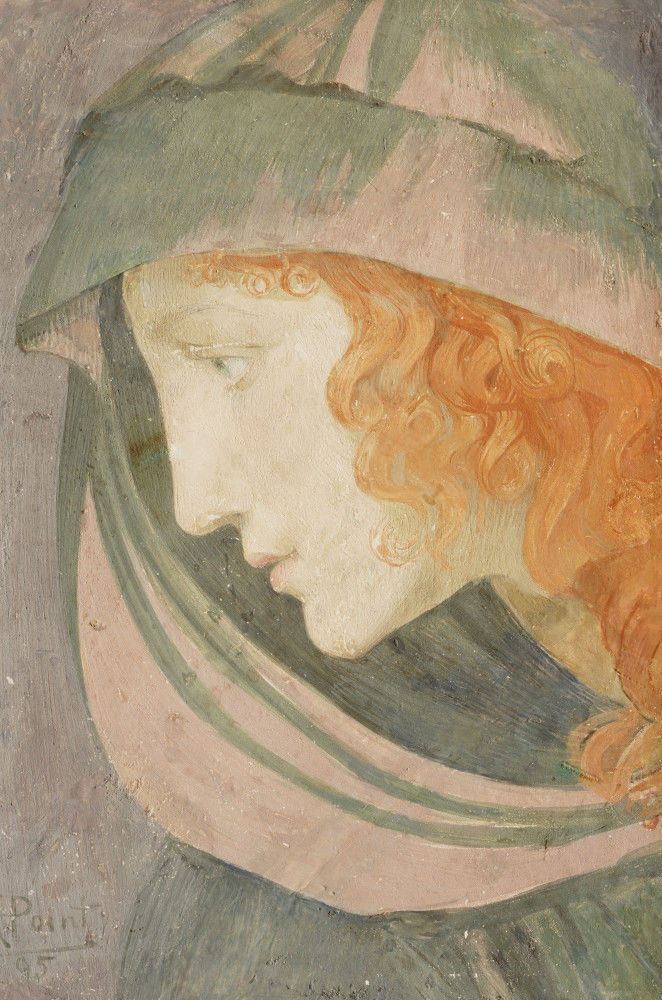
La Musa
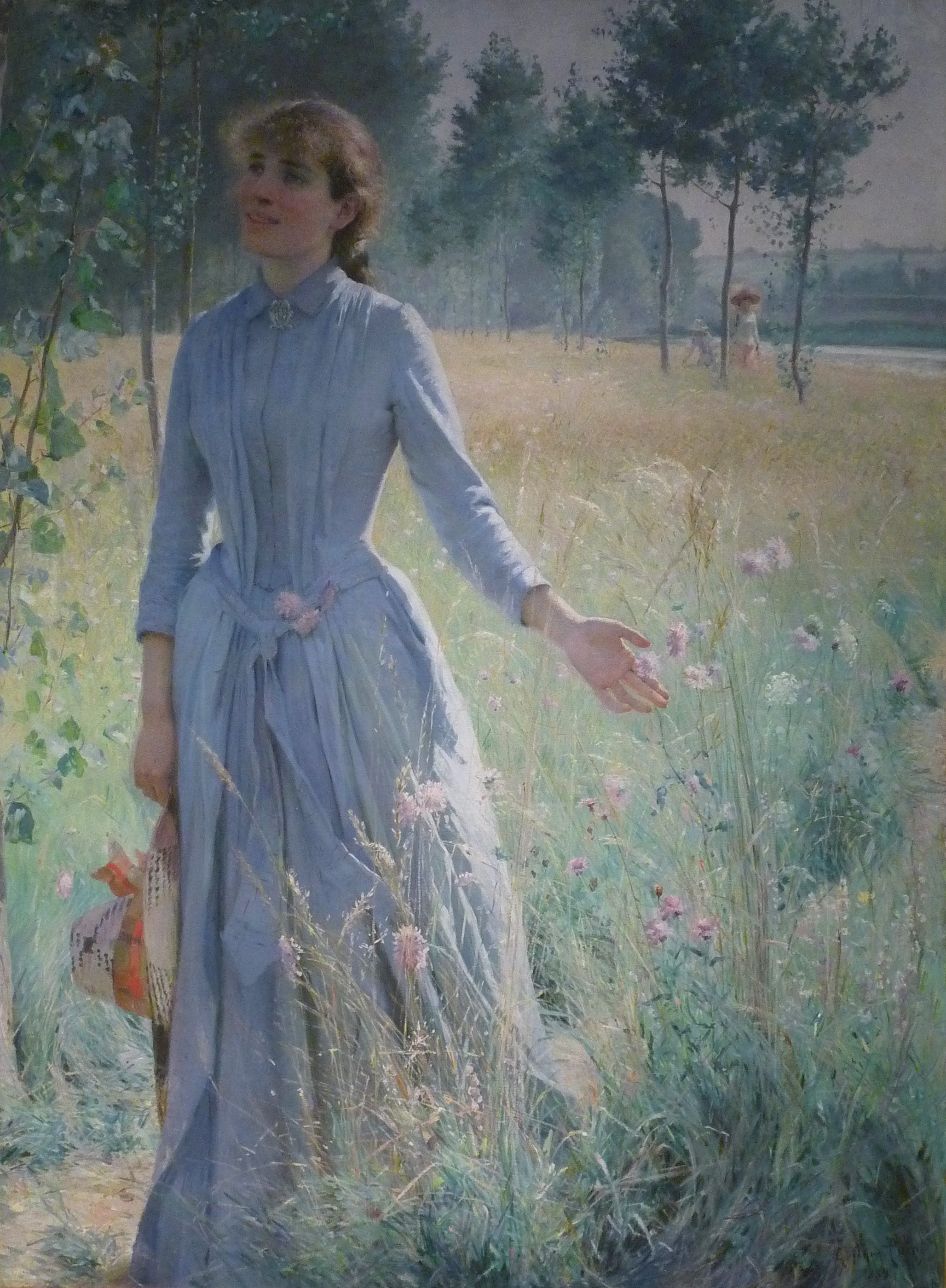
La gioia delle cose
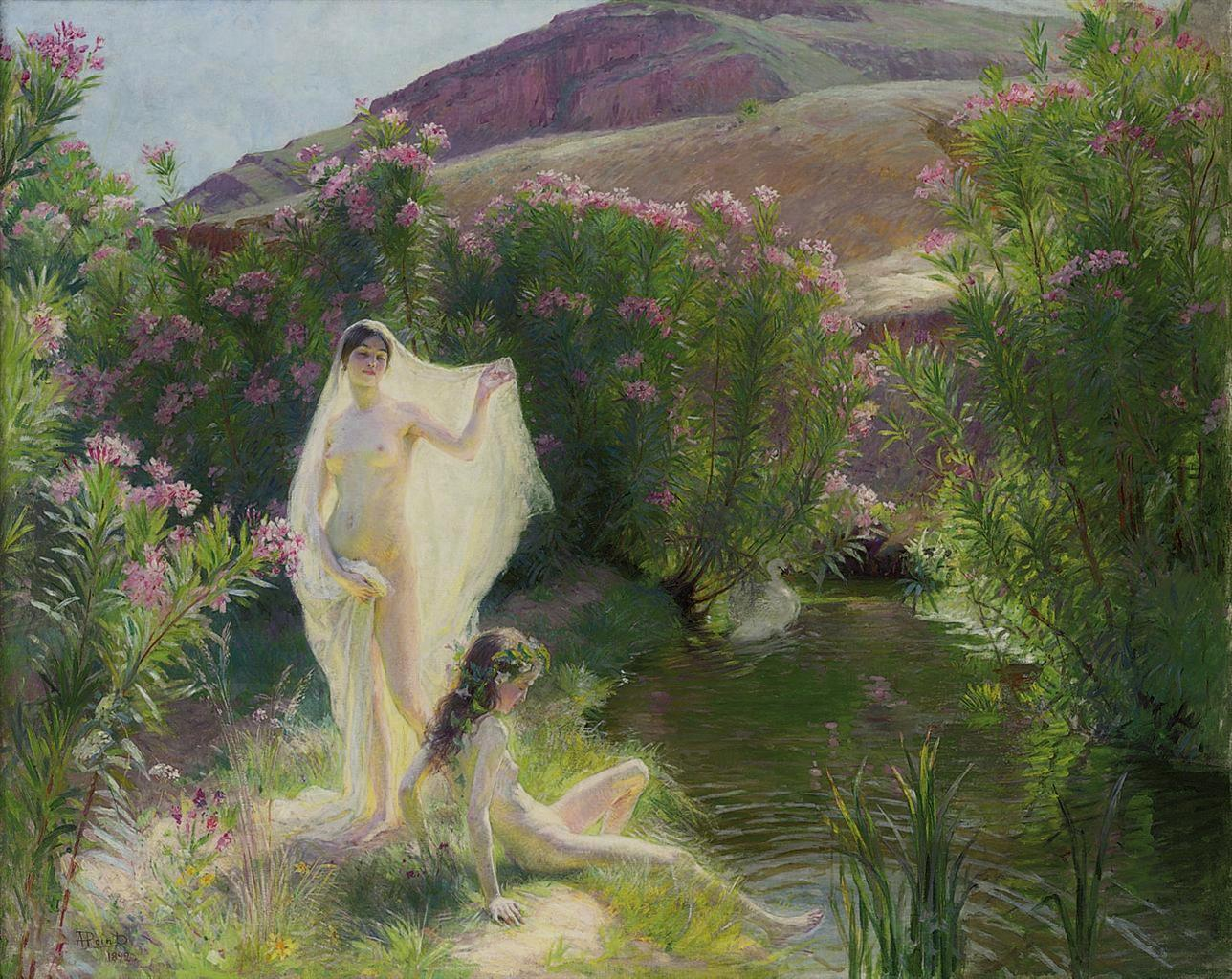
Le bagnanti
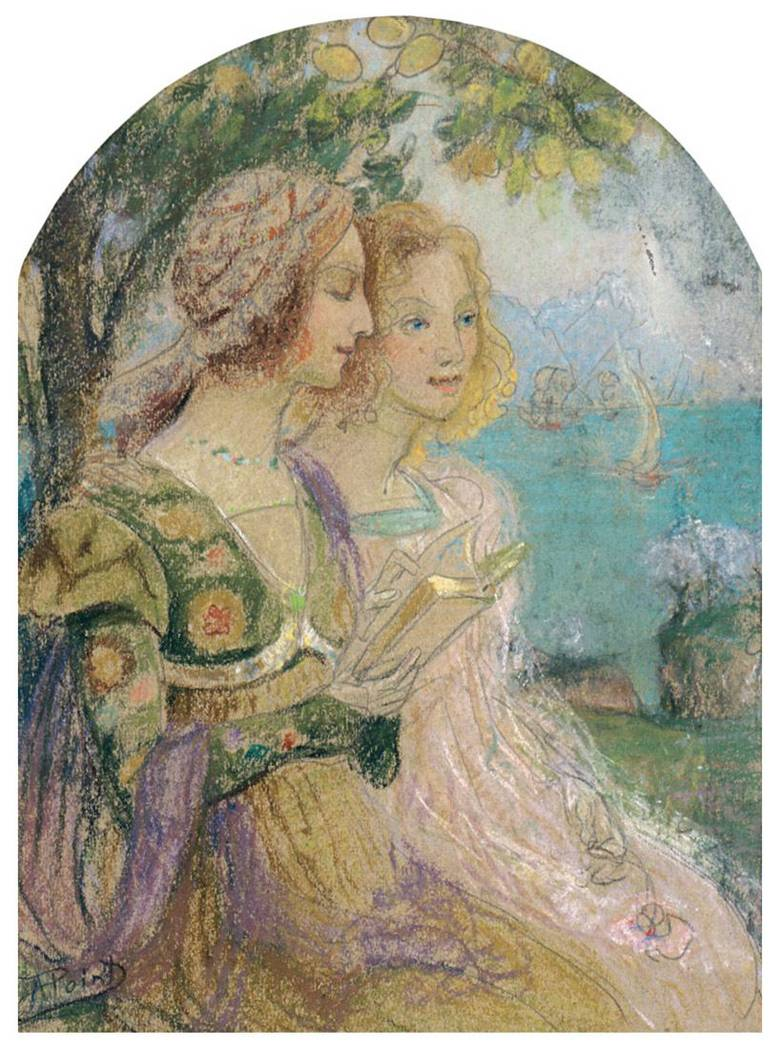
La leggenda dorata
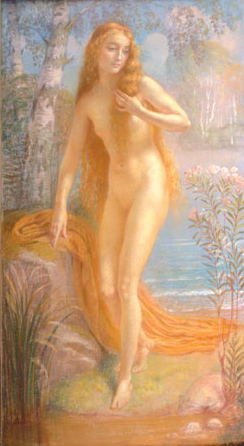
Ofelia